# Złotowo (województwo mazowieckie)
Złotowo – wieś sołecka w Polsce położona w województwie mazowieckim, w powiecie mławskim, w gminie Szreńsk.
| SIMC    | Nazwa            | Rodzaj     |
| ------- | ---------------- | ---------- |
| 1055859 | Złotowo-Koziczki | przysiółek |

W latach 1975–1998 miejscowość należała administracyjnie do województwa ciechanowskiego.